# 三浦綾
三浦 綾（みうら あや、1973年 - ）は、日本の社会起業家。ひろしま避難者の会アスチカ代表。

## 経歴
神奈川県横浜市出身。
2011年、福島県いわき市で家族と暮らしていた中で東日本大地震が発生。
2012年1月、災害などの避難者の心の拠り所となる場所を作りたいという想いから「ひろしま避難者の会アスチカ」を創設。創設の際に「会員が0になったら解散する」と宣言した。「アスチカ」には、「明日へ進む力」という意味がある。同年3月、第一回目の交流カフェを開催。翌年、2013年には事務所を兼ねた避難者の交流の場「たねまく広場」を開いた。
2017年、山口県避難移住者の会の代表の浅野容子と対談。山口県の避難者も安心できる状態を気付きたいと話した。